# Baía do Almirantado
Baía do Almirantado é uma baía irregular da Antártica, com 8 km de comprimento situada entre "Demay Point" e "Martins Head" na costa sudeste da Ilha do Rei George distante 16 km das Ilhas Shetland do Sul.

## Fauna
Dentre os animais que vivem em Almirantado, estão duas espécies de mandriões, pássaros predadores da Antártida: a Catharacta lonnbergi e a Catharacta maccormicki.

## Diversidade de Macroalgas
As macroalgas marinhas da Baía do Almirantado são representadas atualmente por 55 táxons, sendo 3 Rhodophyta, 16 Phaeophyceae e 9 Chlorophyta. A baixa abundância de espécies de macroalgas presentes nesse local ocorre devido às condições extremas da região.

## Bases de Pesquisa

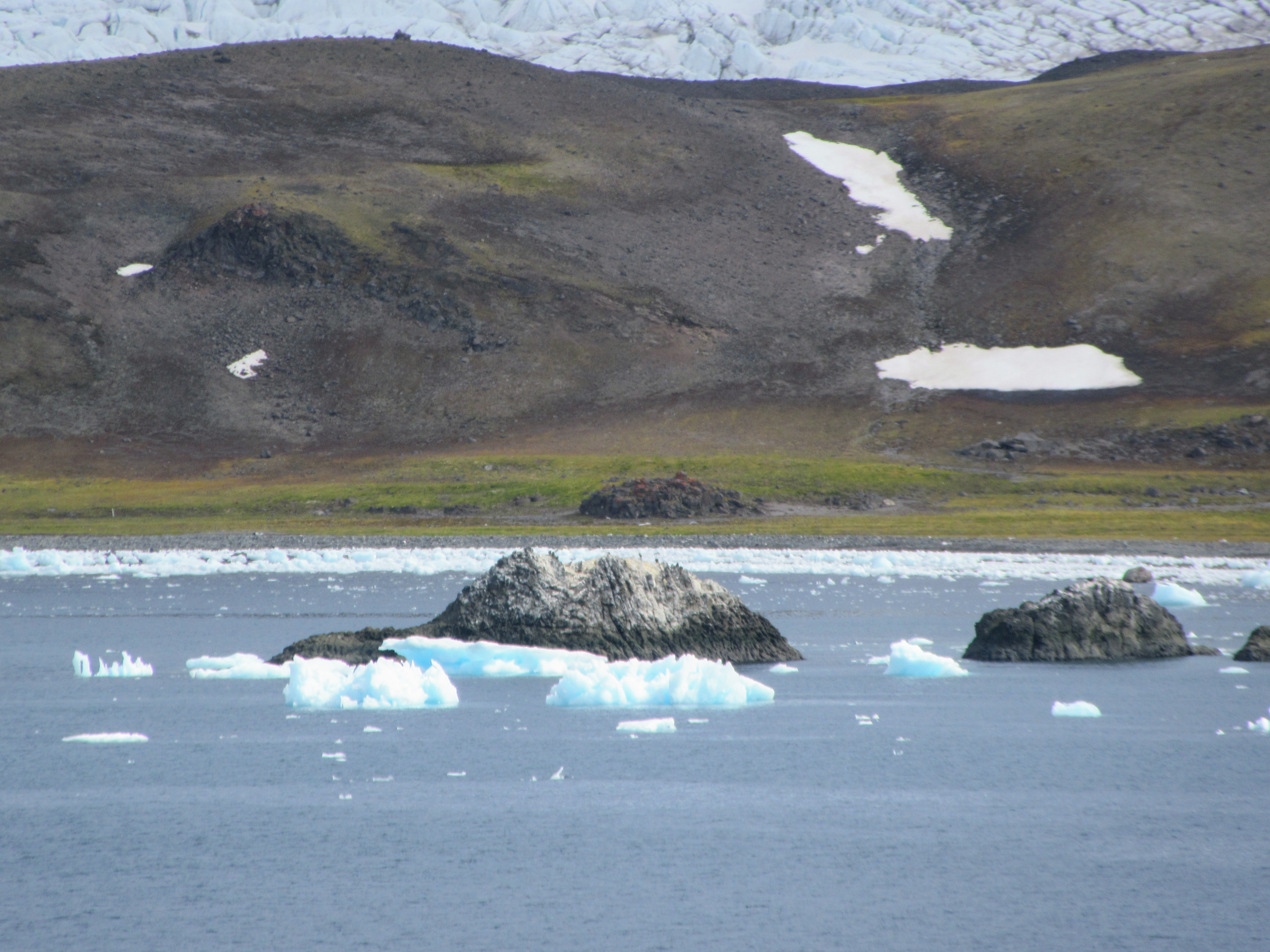
Baía do almirantado (Ilha Rei George) Antártica

Em Almirantado estão presentes duas bases de pesquisa: a Estação Antártica Polaca Henryk Arctowski (Polônia) e a Estação Antártica Comandante Ferraz (Brasil).

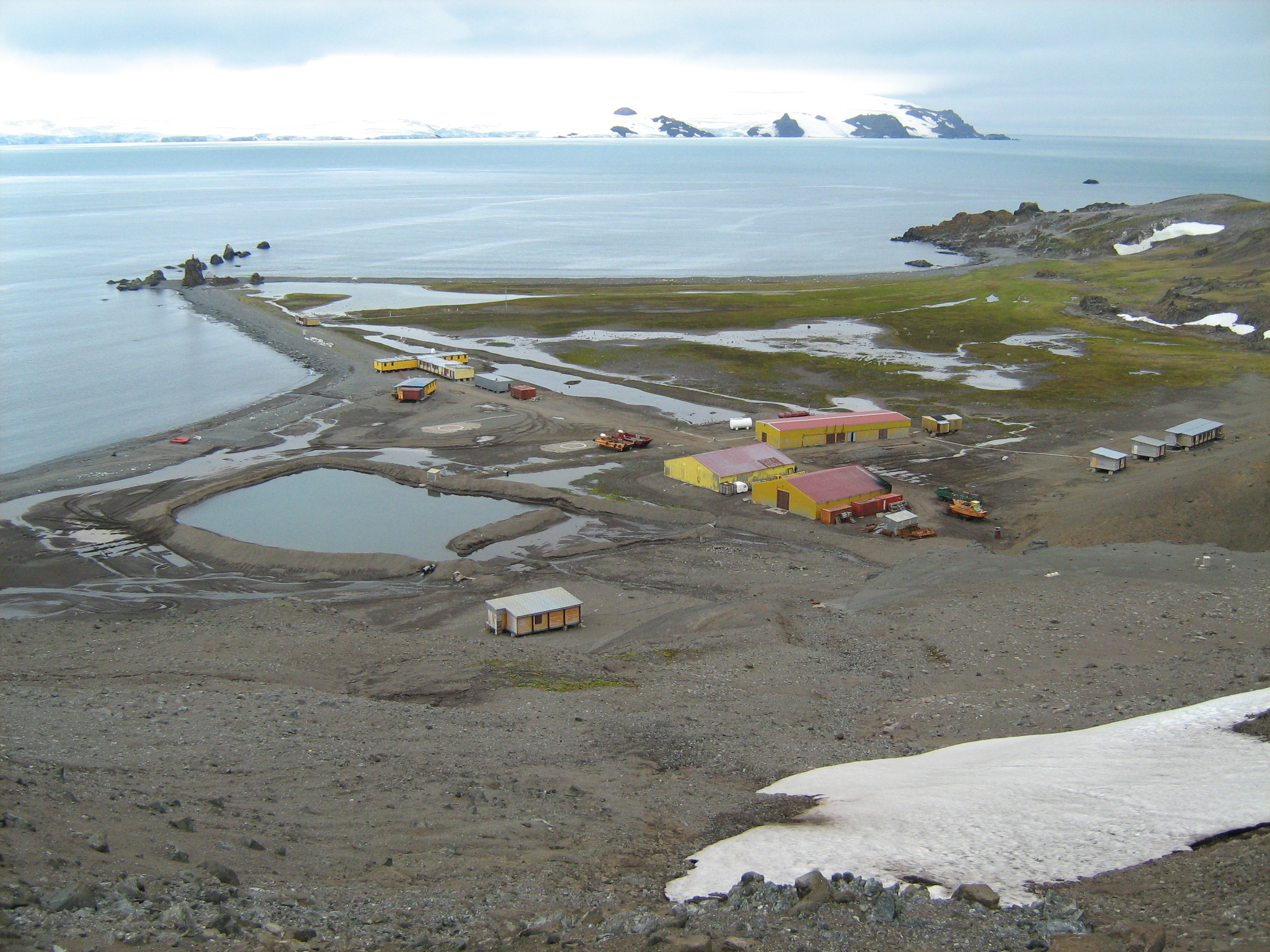
Estação Antártica Polaca Henryk Arctowski
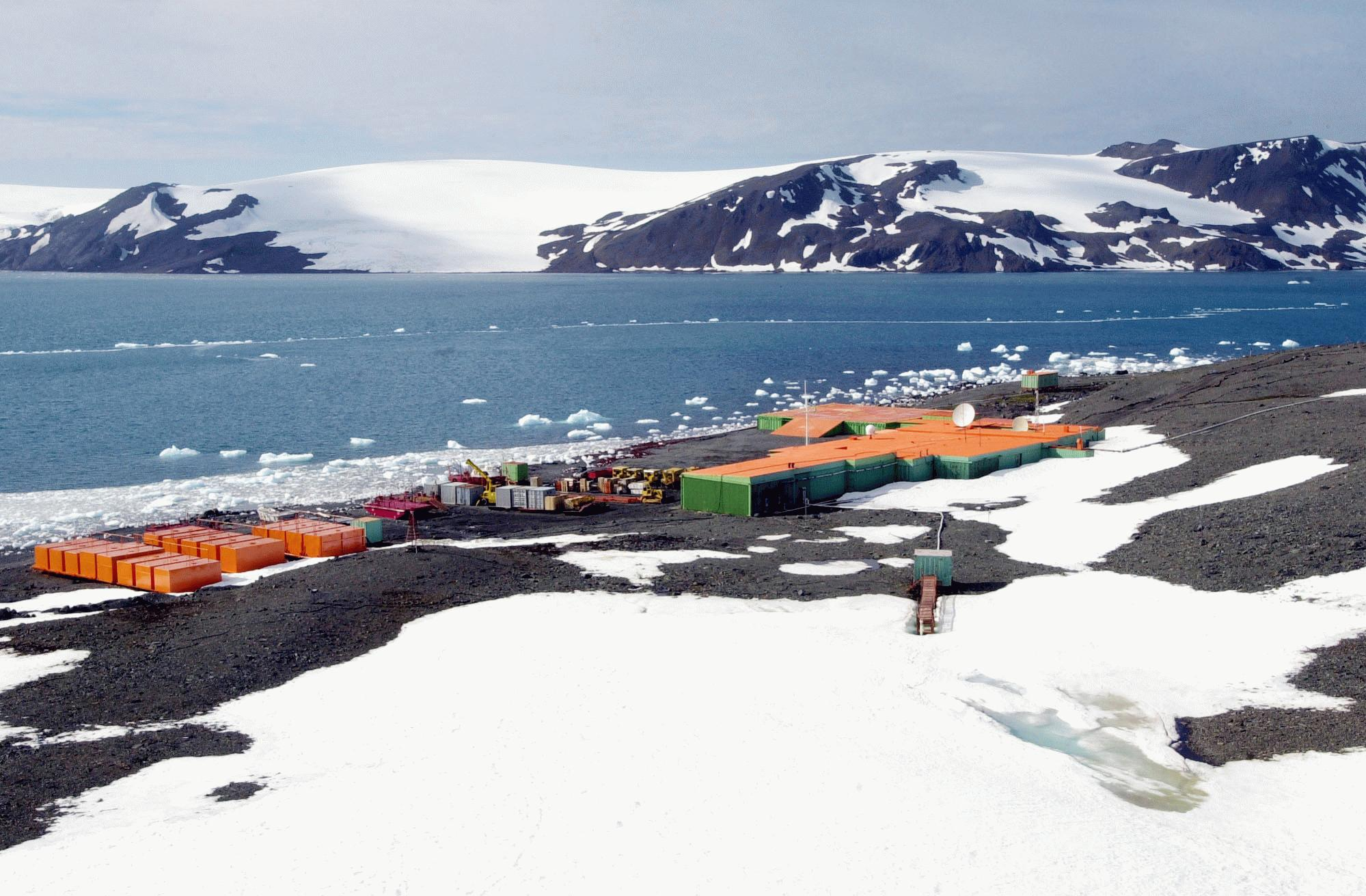
Estação Antártica Comandante Ferraz